# Altopiano del Patom
L'altopiano del Patom (in russo Патомское нагорье, Patomskoe nagor'e) è un altopiano della Russia siberiana orientale, compreso per la quasi totalità nella parte nordorientale dell'Oblast' di Irkutsk.
Di forma approssimativamente circolare, è compreso fra il corso del fiume Vitim (che lo separa dall'Altopiano Stanovoj) a sud e il corso della Lena a nord; è percorso dal fiume Bol'šoj Patom, che ne drena la sezione centrale confluendo poi nella Lena; di quota media intorno ai 1.200-1.300 metri, culmina a 1.924 metri nella sua sezione sudorientale.
Il clima è mediamente molto rigido, caratterizzato da estrema continentalità: a Bodajbo si registra una temperatura media annua di -5,5 °C, oscillante dai -31 °C di gennaio ai 18 °C di luglio; come conseguenza, la vegetazione è costituita dalla foresta boreale di conifere fino a quote intorno ai 1.000 - 1.200 metri, oltre i quali si apre la fascia della tundra di montagna.
La maggiore città della zona è Bodajbo; non esistono altri centri urbani rilevanti visto il bassissimo livello di popolamento.
Fra le maggiori risorse economiche dell'altopiano sono i giacimenti di oro.